# Norris Brown
Norris Brown (Maquoketa, 1863. május 2. – Seattle, 1960. január 5.) az Amerikai Egyesült Államok szenátora (Nebraska, 1907–1913).